# Marie Hammer
Marie Signe Hammer, född Jørgensen 20 mars 1907 i Köpenhamn, död 25 maj 2002 i Fredensborgs kommun,  var en dansk zoolog och filosofie doktor specialiserad på hornkvalster (Oribatida). Under sina femtio år som forskare deltog hon i en rad expeditioner till en mängd platser runt om i världen. 

## Biografi

### Tidiga år
Marie Hammer var dotter till direktör Niels Rasmussen Jørgensen (1879–1967) och Alma Kristine Rasmussen (1878–1960). När hon var sju år skilde sig föräldrarna, och hon kom att uppfostras under enkla förhållanden på moderns bondgård i Nivå på nordöstra Jylland, där hon tillsammans med syskonen fick hjälpa till på gården. 1926 tog hon studentexamen vid Rungsted Statsskole.

### Karriär
Efter studentexamen började Hammer studera zoologi vid Köpenhamns universitet. Hon hade inspirerats av H.C. Bornebusch avhandling The Fauna of Forest Soil (1930). 1932 avlade hon magisterexamen i zoologi. Året innan reste hon på ett statligt stipendium till Island, tillsammans med sin tvillingsyster Aase, för att studera markens mikrofauna. Resan skildras i Island rundt (1935).
1933 deltog Hammer i Knud Rasmussens sjunde Thuleexpedition till Östgrönland, efter att tagit kontakt med denne. Avsikten var att studera hoppstjärtar (collembola) och hornkvalster (Oribatida). Hennes insamlade material utgjorde underlaget till flera studier, inklusive hennes doktorsavhandling Studies on the Oribatids and Collemboles in Greenland som hon försvarade 1944. Enligt Hammer var hennes viktigaste fråga om var Grönlands djurliv kom ifrån. Kom det ursprungligen från Amerika eller Europa? Hammer diskuterade en rad möjligheter och refererade till Alfred Wegeners kontinentaldriftsteori.
I slutet av 1940-talet begav hon sig åter ut på längre expeditioner, för att fortsätta sina studier av mosskvalster. Resorna gick till Kanada, Alaska och Klippiga bergen (1948–1949), Mexiko, Argentina, Chile och Bolivia (1954–1955), Panama, Ecuador, Peru, Chile och Argentina (1957–1958), Hawii, Fiji, Nya Zeeland och Nya Guinea (1962–1963), Västpakistan, Indonesien, Tonga, Västsamoa och Tahiti 1969–1970 samt Java och Bali 1973–1974
Insamlade kvalster från expeditionerna resulterade i Hammers 5 000 detaljteckningar och ett 40-tal vetenskapliga studier. Hon identifierade bortåt 1 000 nya arter och 150 nya släkter. Resultaten stärkte henne i att djurens spridning var ett resultat av kontinentaldriften. Hon presenterade teorin i skriften Mucronothrus nasalis (1965), tillsammans med John A. Wallwork i A Review of the World Distribution of Oribatid Mites in Relation to Continental Drift (1979).
Hammer skildrade sin forskning och resor i Forsker i fem verdensdele (1981). Boken tilldelades Weekendavisens Litteraturpris. Forskningen om mosskvalster bedrevs utan fast anställning, utan hon fick klara sig på forskningsbiderag. Trots det klena ekonomiska utfallet påstod hon att hon inte ville byta sitt liv mot någon annans. Hon hade uppnått det hon ville och levt sitt liv som hon önskat.

### Familjeliv
I oktober 1936 gifte sig Marie Jørgensen med Ole Gregers Hammer (1911–1996), som också studerade zoologi och disputerade 1936. Åren 1944–1976 var han föreståndare för Statens biavelsförsök. De fick fyra barn tillsammans. Paret köpte 1961 en fallfärdig bondgård i  Langstrup i närheten av Fredensborg. De skapade där en trädgård med sällsynta träd och örter.
Marie Hammer är begravd på Fredensborgs Asminderød kyrkogård.
En biografisk roman om Marie Hammer publicerades 2021 av den danska författaren Eva Tind, Kvinnen der samlede verden (på svenska 2022, Kvinnan som samlade världen).